# Flyktsoda
Flyktsoda är en låt från 1982 av det svenska punkbandet Ebba Grön. Låten återfinns på deras tredje och sista album Ebba Grön (1982). Låten handlar antagligen om alkohol eller några andra sorters droger som en person tar för att slippa alla problem.
Flyktsoda, ta mej i land, sätt mej i brand, ibland, ibland, ibland.
Titeln är en ordlek med den svenska alkoholfria drycken "fruktsoda".

## Vad för något titeln influerat
- "Flyktsoda" är också titeln på en roman av Marcus Birro som handlar om en alkoholist.
- "Flyktsoda" är även namnet på en klubb på Debaser Medis i Stockholm som funnits sedan juni 2007 i regi av Gustav Gelin och David Kaijser.
- ”Flyktsoda” har givit namn åt en öl av stockholmsbryggeriet Omnipollo.